# Rutilia sabrata
Rutilia sabrata là một loài ruồi trong họ Tachinidae.